# Ангел с ружьём
«Ангел с ружьём» (итал. L'angelo con la pistola) — итальянский художественный фильм режиссёра Дамиано Дамиани, выпущенный в 1992.

## Сюжет
Комиссар полиции из-за убийства свидетеля вынужден отпустить на свободу нескольких мафиози. Но в поисках новых улик на этих преступников он случайно встречает официантку Лизу, работающую в кафе неподалёку, и влюбляется в неё. Узнав, что её семью также убила мафия как нежелательных свидетелей, они вместе начинают вершить правосудие. В конце концов, комиссар погибает, защищая своего сообщника и возлюбленную, которую собирались раскрыть, — жертвуя собой, чтобы спасти её жизнь.

## В ролях
- Ремо Джироне — комиссар
- Тани Уэлч[итал.] — Лиза
- Ева Гримальди — Тереза